# افتراس البيض

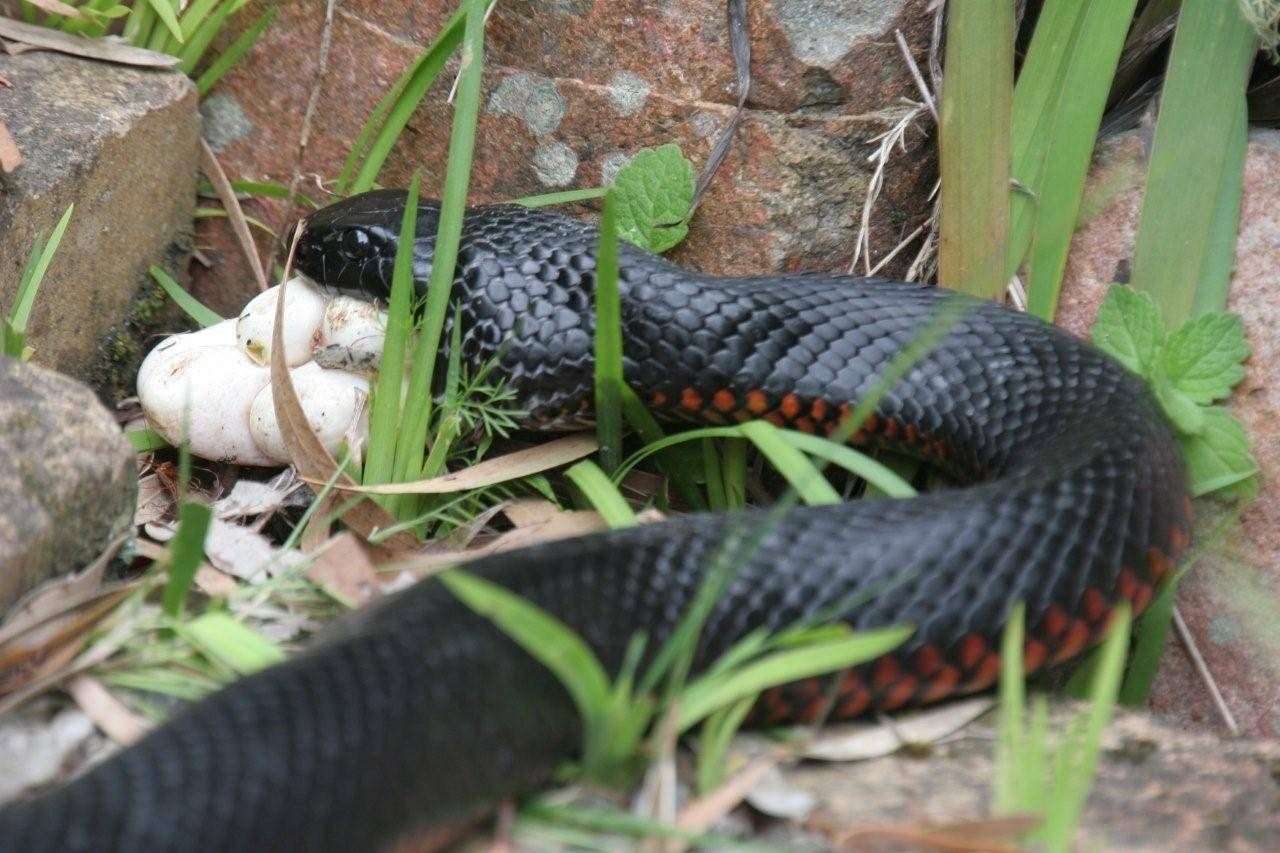
ثعبان أسود ذو بطن أحمر يأكل بيض ثعبان الشجر الأخضر

افتراس البيض، أو أكل البيض- هو استراتيجية تغذية عند مجموعات عديدة من الحيوانات ( آكلات البيض ) التي تستهلك البيض. وبما أن البيضة المخصبة تمثل كائنًا حيًا كاملاً في مرحلة واحدة من دورة حياته، فإن تناول البيضة هو شكل من أشكال الافتراس، فالشكل العام لعملية أكل البيض عند الحيوانات، هي أن كائن حي يقتل كائن حي آخر للحصول على الغذاء.
وتنتشر ظاهرة افتراس البيض على نطاق واسع في جميع أنحاء مملكة الحيوان، بما في ذلك الأسماك، والطيور، والثعابين، والثدييات، والمفصليات. ويمكن تصنيف الحيوانات التي تفترس البيض إلى نوعين، بعض الأنواع (وهم قلة)من الحيوانات متخصصة في التقاط البيض، غير أن الأكثرية منها عبارة عن  حيوانات عامة، تأخذ البيض عندما تتاح لها الفرصة  لفعل ذلك.
لقد أدخل البشر عن قصد، أو عن غير قصد حيوانات مفترسة للبيض مثل الفئران إلى أماكن لم تكن متواجدة بها من قبل، مما تسبب في إلحاق الضرر بالأنواع المحلية مثل الطيور البحرية، التي تعشش على الأرض. كما أن انتشار الطيور المفترسة مثل الغربان، والنوارس، يهدد أيضًا الطيور التي تعشش على الأرض مثل طيور الدراج(ذو الأشرة اللاسعة)، والخرشناوات. وتشمل بعض التدابير المتبعة، للسيطرة على مثل هذه الحيوانات المفترسة، استخدام طعم البيض المسموم.

## تعريفات
آكل البيض، أو الحيوان آكل البيض، هو الحيوان الذي يأكل البيض، ويشتق ذلك من الكلمة اللاتينية ovum، بمعنى بيضة، وvorare، بمعنى لالتهام.  والحيوان آكل البيض أو المفترس المضطر، هو حيوان يتغذى حصريًا على البيض.  وهذا يختلف عن طفيل البيض، وهو حيوان مثل الدبور الطفيلي، الذي ينمو داخل بيضة حشرة أخرى. 

## العلاقة البيئية
افتراس البيض هو علاقة بيئية يقوم فيها حيوان (مفترس) بمطاردة وأكل بيض نوع آخر من الحيوانات (فريسة). وهذا بطبيعة الحال يقلل من نوع الحيوانات، التي يتم افتراس بيضها. 

### الحيوانات المفترسة للبيض بشكل عام

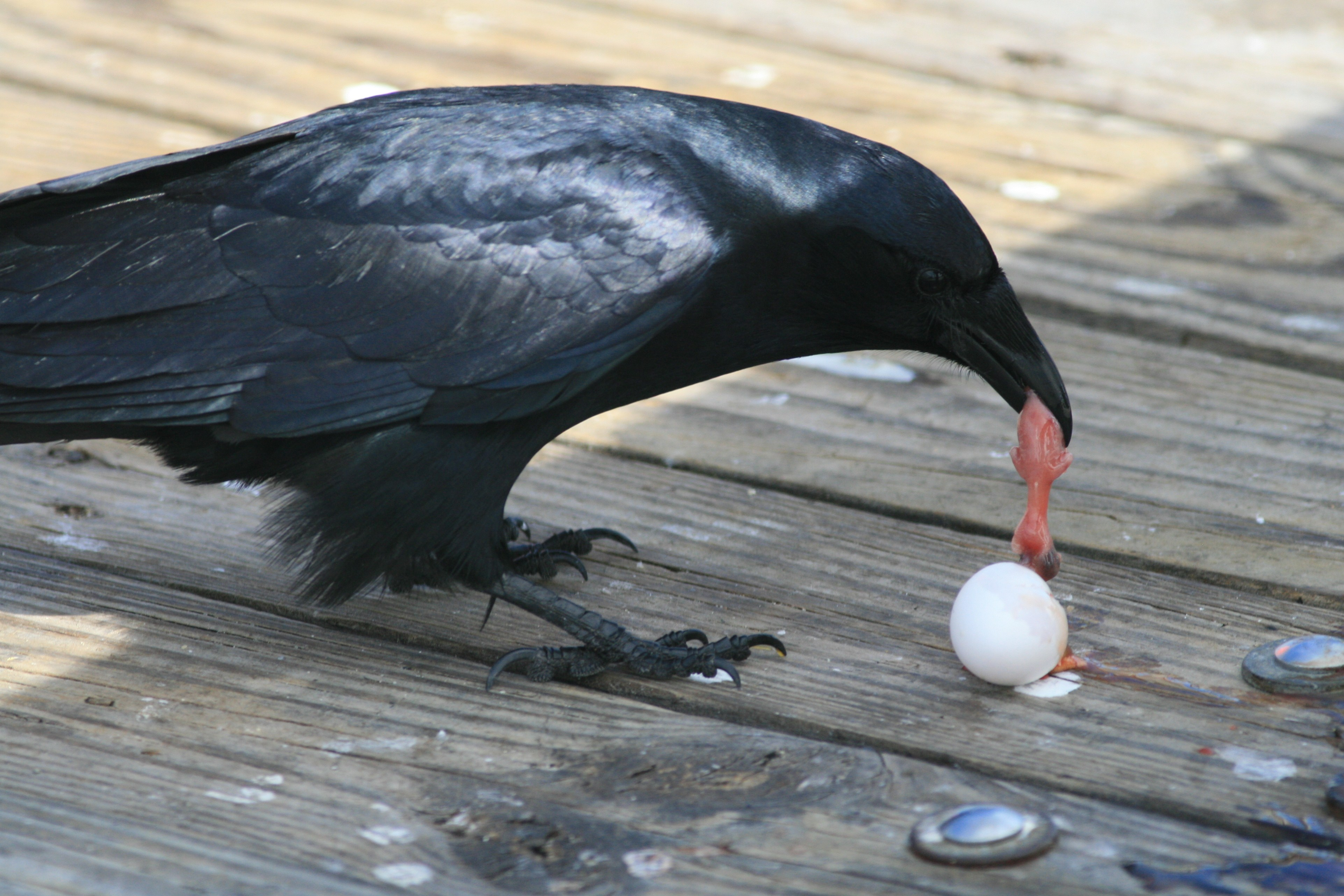
تأكل الحيوانات المفترسة العامة وآكلة اللحوم مثل سمكة الغراب هذه، Corvus ossifragus ، البيض من بين العديد من الفرائس الأخرى عندما تتاح لها الفرصة.

يمكن أن يكون للحيوانات المفترسة العامة تأثير كبير على الطيور التي تعشش على الأرض مثل طائر القطقاط الذهبي الأوروبي،  في النرويج، تم افتراس 78.2٪ من أعشاش هذا النوع من الطيور. وقد أدت تجربة الإطاحة لاثنين من الحيوانات المفترسة للعش والبيض،وهما: الثعلب الأحمر، وغراب (زاغ) الجيف، إلى زيادة نسبة الأزواج التي أنجبت صغارًا من حوالي 18% إلى حوالي 75%. وقد أدت الزيادة في أعداد الحيوانات المفترسة العامة مثل النسر، والغرير، والغراب الأسود، والسمور الصنوبري، والغراب ، والثعلب الأحمر في اسكتلندا، إلى انخفاض أعداد العديد من أنواع الطيور التي تعشش على الأرض عن طريق أقتراس البيض، والصغار، وانثى الطائر نفسها الجالسة على البيض. 

### السلوكيات المكتسبة عند افتراس البيض
تتمتع الغرابيات، مثل الغربان بالذكاء والقدرة على تطوير سلوكيات جديدة في البحث عن الطعام . ففي القرن الحادي والعشرين، تعلمت الغربان الصغيرة افتراس جحور البطاريق الأقزام للوصول إلى بيضها في جزيرة فيليب قبالة جنوب شرق أستراليا. وكان حوالي ربع الهجمات، من خلال فتحة المدخل (بالنسبة للجحور القصيرة فقط)؛ أما الباقي من الهجمات، فكان من خلال حفر حفرة عبر سقف الجحر، للوصول إلى ما بالجحر بعيدًا عن المراقبة. لذلك فقد قامت الغربان بنهب 61% من الجحور التي تمت مراقبتها. 

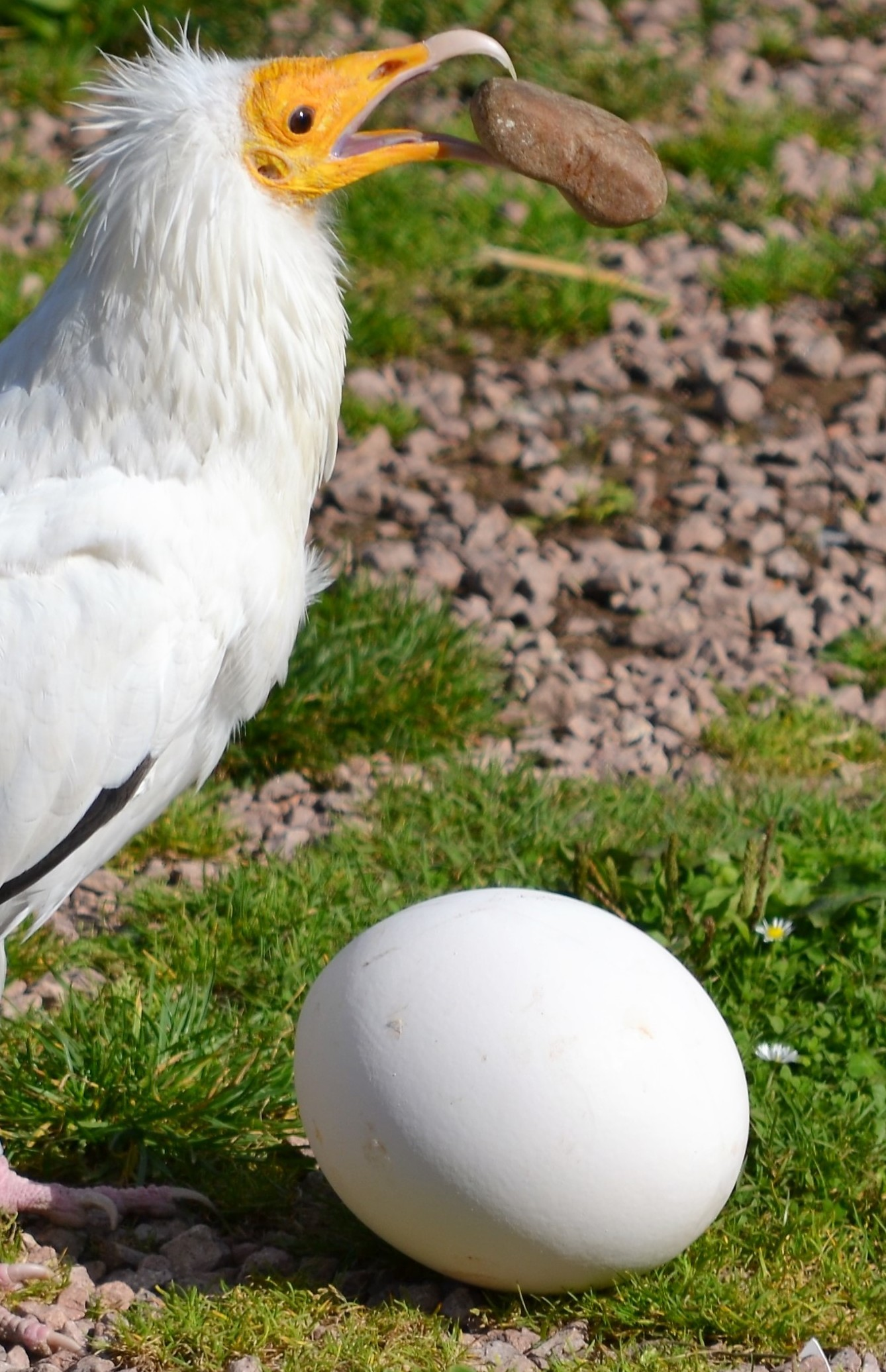
نسر مصري يستخدم حجرًا لكسر بيضة كبيرة جدًا بحيث لا يستطيع التقاطها

وأشارت عالمة الرئيسيات جين جودال، إلى أن بعض الطيور والثدييات تستخدم أساليب متنوعة لكسر البيض. فالنسور المصرية تقوم بإسقاط البيض الصغير لكسره، كما تقوم برمي الحجارة على بيض النعام الذي يكون كبير الحجم، حيث لا يمكن التقاطه. في حين تقوم عدة أنواع من النمس بإلقاء البيض على الصخور، أو التقاط البيض وإسقاطه على الصخور. 

### متخصصون في صيد البيض
بعض الثعابين متخصصة في افتراس البيض، مثل ثعبان فورموزا كوكري Oligodon formosanus،  وثعبان البحر الرخامي Aipysurus eydouxii،  والثعابين الأفريقية آكلة البيض ( Dasypeltis spp.)  والثعبان الهندي آكل البيض Elachistodon westermanni .  حيث تتمتع مثل هذه الثعابين بتكيفات مختلفة مع نظامها الغذائي، مثل الأسنان الضامرة والغدد السامة، والتي لم تعد ضرورية لالتقاط الفرائس (على الرغم من أن الأسنان القليلة للثعابين الأفريقية آكلة البيض لا تزال تستخدم للمساعدة في الإمساك بالبيض عند بلعه).   كما أن ثعبان البحر الرخامي لديه طفرة حذف في جين السم ثلاثي الأصابع، مما يقلل من سمية السم بمقدار يتراوح بين 50 إلى 100 ضعف.   في الثعابين الأفريقية والهندية آكلة البيض، توجد نتوءات خيطية (نتوءات) على الفقرات تستخدم لكسر البيض المبتلع.  
من بين اللافقاريات، بعد العلقة المائية Cystobranchus virginicus من الحيوانات المفترسة للبيض. وقد يكون من الأنواع التي تتغذى على البيض بشكل إضطراري، حيث لم يتم رؤيته وهو يتغذى على البالغين، ولكن تم العثور عليه في أعشاش مجموعة متنوعة من أنواع أسماك المياه العذبة في أمريكا الشمالية من أجناس كامبوستوما، وموكسوستوما.  نوع من التربس (هدبيات الأجنحة)، من البرازيل هو مفترس بيض إضطراري؛ يتكاثر في مستعمرات الدبابير الورقية ( الزرقطيات Polistinae )؛ وتتغذى يرقاته، وبالغاته على بيض الدبابير. 

### استراتيجيات ضد افتراس البيض

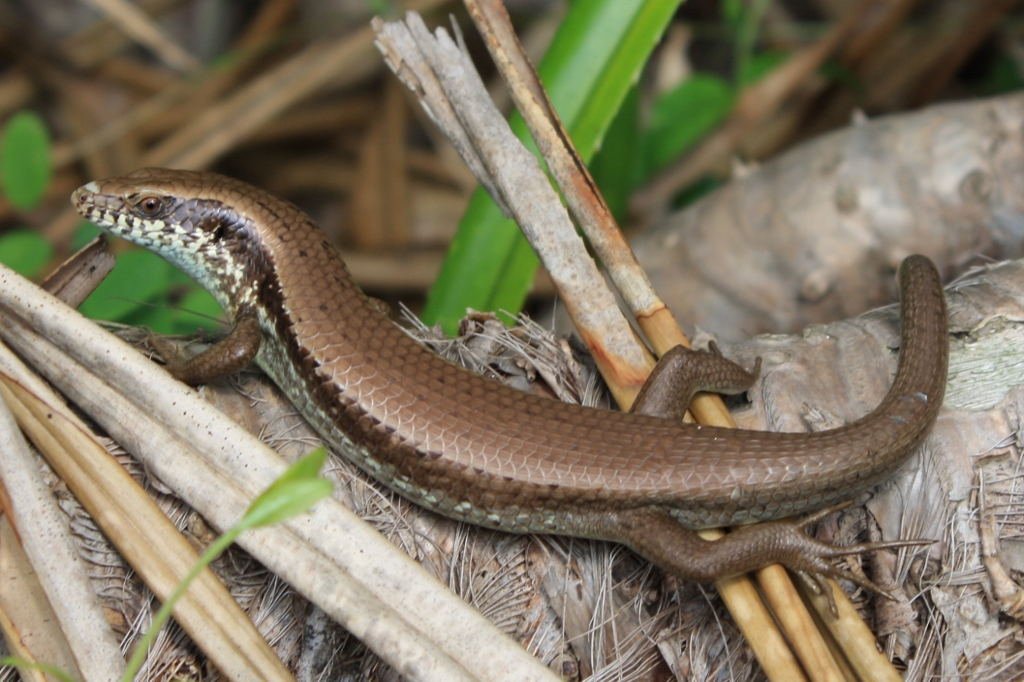
يدافع السحلية طويلة الذيل، Eutropis longicaudata ، بنشاط عن عشه ضد الثعابين.

تتضمن نظرية انتقاء آر/كيه استراتيجيتين رئيسيتين للبقاء على قيد الحياة من الافتراس: إما التكاثر بسرعة كبيرة (استراتيجية " آر" ) بحيث لا تتمكن الحيوانات المفترسة من القضاء على الفريسة؛ وإما توفير الرعاية الكافية (استراتيجية "كيه" ) لعدد أقل من النسل، بحيث يبقى عدد كافٍ منهم على قيد الحياة حتى مرحلة البلوغ.  في حالة البيض، هذا يعني أن الحيوانات المتبعة للاستراتيجية "آر" تضع أعدادًا كبيرة من البيض، بينما تهتم الحيوانات المتبعة لاستراتيجية "كيه" بتوفير الحماية لعدد أقل من البيض. تتعرض حشرات الدانتيل من جنس Corythucha للافتراس من قبل الحيوانات المفترسة للبيض مثل حشرات الميريد، وحشرات القراصنة، والتربس (هدبيات الأجنحة)، وتستجيب لذلك بطرق مختلفة. تدافع أمهات سي سولاني C. solani عن بيضها من الحيوانات المفترسة، بينما تدفن أمهات سي مارموراتاC. marmorata بيضها داخل الأوراق وتوزعه في أماكن مختلفة وبتوقيتات مختلفة. 

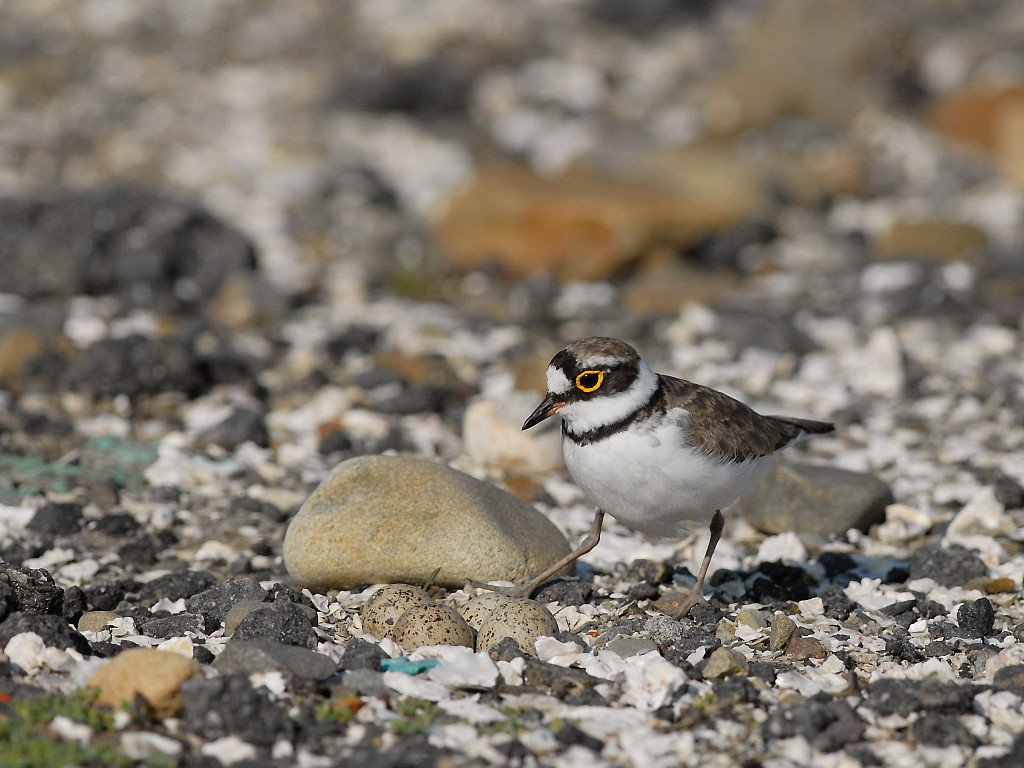
طائر الزقزاق الصغير في عشه؛ البيض متخفي مثل الحصى التي يوضع بينها.

تكون أعشاش الطيور عُرضة للخطر، بسبب بيضها، وخاصة تلك التي تبني أعشاشها على الأرض مثل بط العيدر الشائع. وردًا على سرقة البيض من أعشاش البط العيدر، بدأ نصف الأفراد في تجميع بيض جديد في عش جديد؛ وكانوا يتجنبون دائمًا المنطقة المحيطة بالعش المسروق.  كما تتعرض الطيور التي تعشش في الأشجار أيضًا للافتراس من قبل الثعابين، والثدييات والطيور، وخاصة في الغابات الاستوائية. ففي كوستاريكا، كان معدل افتراس الأعشاش الاصطناعية أعظم على الارتفاعات المتوسطة (بين 500 و650 متراً)، مع انخفاض في الافتراس على ارتفاعات أعلى إلى 2740 متراً. وربما يفسر هذا سبب هجرة العديد من أنواع الطيور إلى أعلى التل للتكاثر.  نادرًا ما يتم التصدي للثعابين بشكل مباشر، عند افتراسها للبيض، ولكن السحلية الآسيوية طويلة الذيل Eutropis longicaudata تحمي بيضها بقوة من ثعبان فورموزا كوكري، Oligodon formosanus.   
يتميز بيض بعض الطيور بأنه ملون ومنقوش، ويبدو أن الغرض الأساسي من ذلك، هو التمويه وخداع أعين الحيوانات المفترسة للبيض؛ فعلى سبيل المثال، تعشش طيور الكروان الأوراسي بين الأعشاب الطويلة وتضع بيضها باللون الأخضر ومنقط مثل خلفيتها، كما تدافع عنها الطيور البالغة؛ وعلى النقيض من ذلك، فإن بيض طيور القطقاط المطوق الصغير، التي توضع على الشواطئ الحصوية، تكون شاحبة ومرقطة، ويصعب رؤيتها بين الحجارة الصغيرة. 

## سجل الحفريات

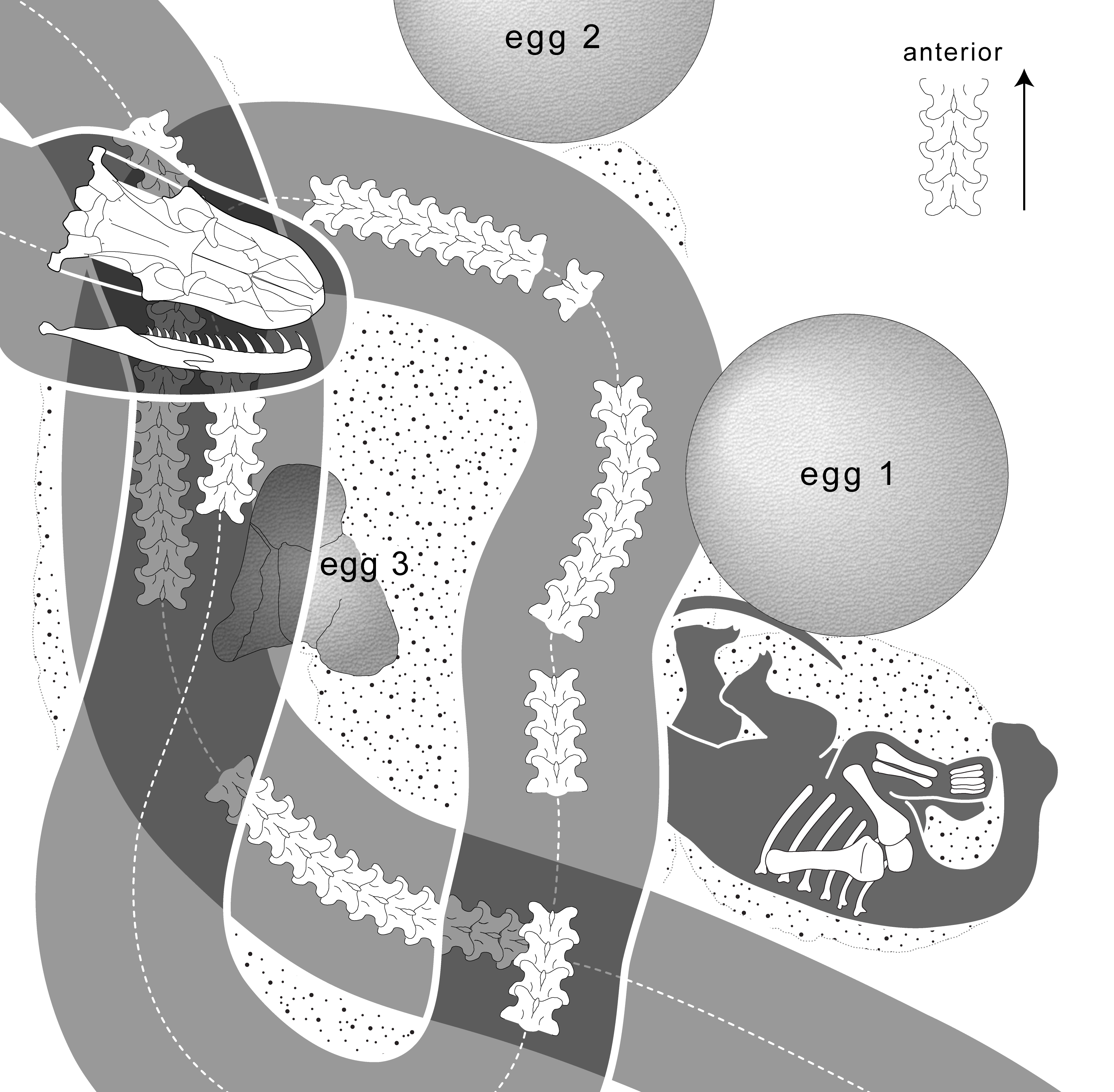
رسم توضيحي للثعبان الأحفوري سناجيه كما وجد، ملفوفًا ببيض الديناصورات الصغيرة وفراخها

ربما كان افتراس البيض استراتيجية تغذية قديمة. حيث تم العثور على حفرية لثعبان من العصر الطباشيري المتأخر في غرب الهند، ملفوفًا حول بيضة وديناصور صغير من نوع الصوروبود، وكان على الأرجح مفترسًا لمواقع أعشاش الصوروبود بما في ذلك البيض. كان طول الثعبان سناجيه حوالي 3.5 متر (11 قدم)، وكان طول جمجمته حوالي 95 مليمتر (3.7 بوصة) .  كان أوفيرابتور Oviraptor ديناصورًا من أواخر العصر الطباشيري؛ وقد أُطلق عليه هذا الاسم، والذي يعني باللاتينية "سارق البيض"، حيث كان يُعتقد في البداية أنه مفترس للبيض؛ ولكن، تبين في وقت لاحق، أنه كان يحتضن بيضه، وتمت إعادة تفسير كون فكيه خاليين من الأسنان، على أنه تكييف مع نظام غذائي مختلف، ربما يتكون من أوراق الشجر.    
ويبدو أن ديناصورات الصوروبودا، وهي من أكبر الحيوانات التي عاشت على الإطلاق، اتبعت بشكل مدهش استراتيجية تكاثرية انتقائية، حيث أنتجت عددًا كثيرًا من البيض ذي القشرة الصلبة. ويتناقض هذا مع استراتيجية الاختيار "كيه" المتبعة في مملكة الحيتان، وهي ثدييات بحرية ذات حجم مماثل.حيث تنتج الحيتان عددًا قليلًا من البيض، الذي يتطور داخليًا، وبالتالي، يحظى بمستوى عالٍ من الاستثمار الأبوي. من الممكن أن يكون السبب هو أن حجم البيضة محدود: فبالاستقراء من أحجام بيض الطيور نسبة إلى وزن الجسم البالغ، فإن ديناصور صوروبود الذي يبلغ وزنه 10 أطنان، سينتج بيضًا يزن حوالي 333 كيلوغرامًا، وهو ما يفوق الحد الأقصى (حوالي 10 كيلوغرامات) الذي يمكن أن تدعمه قشرة البيضة. وإذا صح ذلك، فإن الديناصورات الزاحفة كانت مضطرة حتمًا إلى اتباع استراتيجية اختيار" آر" مع العديد من البيض الصغير نسبيًا، وليس استجابةً محددة لافتراس البيض. 

## التفاعل مع البشر

### الأضرار التي لحقت بمصائد الأسماك التجارية
في عالم الأسماك، يمكن أن يؤدي افتراس البيض من قبل أنواع مثل سمك الحدوق،  إلى انخفاض أعداد الأسماك المهمة تجاريًا مثل سمك الرنجة الأطلسية. ويمكن أن يكون هذا التأثير مهمًا في محاولات استعادة مصائد الأسماك المتضررة بسبب الصيد الجائر، أو الإفراط في صيد الأسماك. 

### الأنواع المحلية والأنواع المجتاحة

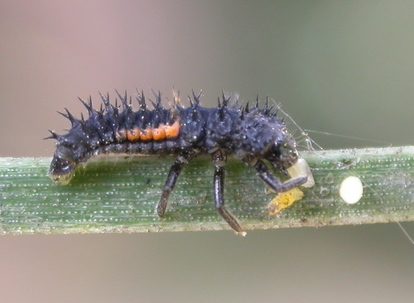
يرقة الطور الثالث من Harmonia axyridis تأكل بيضة نوع آخر من الدعسوقة (ربما Adalia)

غالبًا ما تتغذى الأنواع المجتاحة من الحيوانات، على بيض وصغار الأنواع المحلية. فتتغذى خنفساء السيدة الآسيوية متعددة الألوان Harmonia axyridis على بيض أنواع أخرى من الخنافس، مثل  الدعسوقة ذات النقطتين Adalia bipunctata. تضع الإناث من أنواع الفرائس بيضًا يحتوي على كميات أكبر من القلويات الدفاعية عندما يحدث افتراس للبيض. 
تشكل عملية افتراس البيض تهديدًا خطيرًا، وبشكل خاص لمستعمرات الطيور البحرية التي تعشش على الأرض. وقد اختارت مثل هذه الطيور، في أحيان كثيرة، الجزر البحرية كمواقع للتعشيش، لأن الجزر كانت تضم تاريخيًا عددًا أقل من الحيوانات المفترسة مقارنة بالبر الرئيسي. ولكن الإدخال العرضي للأنواع المفترسة من الحيوانات، أدى  إلى إرباك تكاثر الطيور البحرية، حيث يتوفر لدى الحيوانات المفترسة إمداد مركّز من الغذاء في شكل بيض على الأرض أو في الجحور، ويمكن أن تزداد أعداد هذه الحيوانات بسرعة. وقد تأثر سكان الجزر البحرية في أستراليا على نطاق واسع بالأنواع الغريبة مثل الفئران، التي وصلت عن طريق السفن من أوراسيا. قد يكون للأنواع الأصلية، مثل السحالي ذات اللسان الأزرق المرقطة، وفئران الماء، تأثير أيضًا على الطيور البحرية مثل طائر البحر قصير الذيل. على الجزر قبالة جزيرة تسمانيا، وعلى الرغم من أن معدلات الافتراس كانت منخفضة إلى حد ما. كان يتم،عادة التقاط البيض عندما تكون الجحور غير مراقبة، مما يعني أن الطيور الأم كانت قادرة على الدفاع عن بيضها بشكل فعال ضد هذه الحيوانات المفترسة. 

### السيطرة على الحيوانات المفترسة للبيض
عندما تتعرض أعداد من الحيوانات، التي تضع البيض، بشكل مقلق، للتهديد من قبل الحيوانات المفترسة، وقتها يحاول دعاة الحفاظ على البيئة السيطرة على الحيوانات المفترسة، من أجل السماح لأنواع الفرائس من الحيوانات بالتعافي. وفي حالة الطيور المفترسة مثلاً، كانت إحدى الأستراتيجيات المتبعة، هي وضع طعم البيض المعالج بالمبيد البطيء المفعول للطيور " ستارليسيدDRC-1339". وقد أدى هذا على سبيل المثال إلى السيطرة على الغربان التي هددت طيور البندق المرقط التي تعشش على الأرض،  ومن بين الطيور البحرية، طيور النورس، التي هددت مستعمرات طيور الخرشناوات التي تعشش على الأرض.  تتكاثر السلاحف البحرية عن طريق وضع بيضها ودفنه على شواطئ التعشيش، لذا فإن السيطرة على الحيوانات المفترسة للبيض في هذه المواقع قد تكون فعالة في المساعدة على تعافي أعداد السلاحف. 